# Xiaoyi
Koordinaten: 37° 9′ N, 111° 47′ O
Xiaoyi (孝义市,  Xiàoyì Shì) ist eine chinesische kreisfreie Stadt, die zum Verwaltungsgebiet der bezirksfreien Stadt Lüliang im mittleren Westen der Provinz Shanxi gehört. Sie hat eine Fläche von 933,9 km² und zählt 477.289 Einwohner (Stand: Zensus 2020).
In der Zeit der Frühlings- und Herbstannalen 594 v. Chr. wurde Xiaoyi unter dem Namen "Guayang" gegründet. Während der Zeit der Drei Reiche und der Nördlichen Wei wurde es in "Zhongyang" umbenannt. Die letzte Umbenennung der Stadt erfolgte im Jahr 627 in "Xiaoyi", nach dem Namen des Kaisers Tang Taizong.
Die Umgebung von Xiaoyi ist bekannt für reiche Vorkommen von mineralischen Rohstoffen, wie Kohle, Eisenerz und Bauxit. Aufgrund von mehreren Kokereien zählt Xiaoyi zu den Orten mit der schlechtesten Luftqualität in China.
Typisch für Xiaoyi sind auch der Wahlnussanbau und – als kultureller Besonderheit – das Schattenspieltheater.
Das Zhongyang-Gebäude (Zhongyang lou 中阳楼) steht auf der Liste der Denkmäler der Volksrepublik China.